# أوشن هورن: مانستر أف أنتشارتد سيس
أوشن هورن: مانستر أف أنتشارتد سيس (بالإنجليزية: Oceanhorn: Monster of Uncharted Seas)، هي لعبة فيديو فنلندية من نوع مغامرات، وهي مقتبسة من سلسلة ذا ليجند أوف زيلدا، وهي من تطوير ستوديو كرونفكس أند براذرز، ومن نشر إف دي جي إنترتنمنت، صدرت اللعبة في المتاجر الإلكترونية بتاريخ 14 نوفمبر 2013، وتعمل على عدة منصات، ومنها: مايكروسوفت ويندوز وبلاي ستيشن 4 ونينتندو سويتش وإكس بوكس ون.